# 安克斯哈根
安克斯哈根（德語：Ankershagen）是德国梅克伦堡-前波美拉尼亚州的市镇，隶属于梅克伦堡湖区县。总面积为28.23平方千米，截至2023年12月31日总人口为520人。